# Borys Sawczuk
Borys Ołeksijewycz Sawczuk (ukr. Борис Олексійович Савчук, ur. 19 sierpnia 1943 w miejscowości  Aleksandrowo w obwodzie dniepropetrowskim, zm. w 1996) – ukraiński lekkoatleta, sprinter, startujący w barwach Związku Radzieckiego, dwukrotny wicemistrz Europy.
Wystąpił na igrzyskach olimpijskich w 1964 w Tokio. Odpadł w eliminacjach biegu na 200 metrów, a radziecka sztafeta 4 × 100 metrów w składzie: Edwin Ozolin, Boris Zubow, Gusman Kosanow i Sawczuk zajęła w finale 5. miejsce.
Zdobył srebrny medal w sztafecie 4 × 100 metrów na mistrzostwach Europy w 1966 w Budapeszcie (sztafeta radziecka biegła w składzie: Edwin Ozolin, Amin Tujakow, Sawczuk i Nikołaj Iwanow). Sawczuk startował również w biegu na 400 metrów (odpadł w półfinale) i w sztafecie 4 × 400 metrów (odpadła w eliminacjach). Na europejskich igrzyskach halowych w 1967 w Pradze zdobył złoty medal w sztafecie 4 × 2 okrążenia (która wystąpiła w składzie: Iwanow, Wasyl Anisimow, Aleksandr Bratczikow i Sawczuk) oraz srebrny medal w sztafecie 1+2+3+4 okrążenia (w składzie: Sawczuk, Anisimow, Bratczikow i Walerij Frołow. Zwyciężył w sztafecie 1+2+3+4 okrążenia w składzie: Aleksandr Lebiediew, Sawczuk, Igor Potapczenko i Siergiej Kriuczok oraz zdobył brązowy medal w sztafecie 4 × 2 okrążenia w składzie: Sawczuk, Anisimow, Siergiej Abalichin i Bratczikow na europejskich igrzyskach halowych w 1968 w Madrycie.
Zdobył srebrny  medal w sztafecie 4 × 400 metrów (w składzie: Jewgienij Borisienko, Sawczuk, Jurij Zorin i Bratczikow) na mistrzostwach Europy w 1969 w Atenach, a w biegu na 400 metrów zajął w finale 7. miejsce. Na pierwszych halowych mistrzostwach Europy w 1970 w Wiedniu zwyciężył w sztafecie 4 × 400 metrów w składzie: Borisienko, Zorin, Sawczuk i Bratczikow, a w biegu na 400 metrów odpadł w eliminacjach. Zdobył srebrne medale w biegu na 400 metrów i w sztafecie 4 × 400 metrów w składzie: Bratczikow, Siemion Koczer, Sawczuk i Borisienko na halowych mistrzostwach Europy w 1971 w Sofii.
Sawczuk zdobył srebrny medal w sztafecie 4 × 400 metrów na letniej uniwersjadzie w 1970 w Turynie.
Był mistrzem ZSRR w biegu na 200 metrów w 1970 oraz w biegu na 400 metrów w 1967, 1968 i 1970, a także halowym mistrzem ZSRR w biegu na 300 metrów w 1966.
Sawczuk poprawiał rekord ZSRR w sztafecie 4 × 100 metrów do wyniku 39,2 s (2 października 1965 w Paryżu) i w sztafecie 4 × 400 metrów do wyniku 3:03,0 (20 września 1969 w Atenach).